# Andrea Spadini
Andrea Spadini (Roma, 2 luglio 1912 – Roma, 4 settembre 1983) è stato uno scultore italiano.

## Biografia
Inizia la sua formazione, accanto al padre Armando Spadini (1883 - 1925) che lo conduce, giovanissimo, alla scoperta dei capolavori della Galleria Borghese. Dovette qui insinuarsi in lui il gusto per il dinamismo della scultura barocca berniniana, e quindi ne assimilerà i moti e l’agitazione del movimento nelle sue opere, al di là di mode e tendenze artistiche tipiche degli anni Cinquanta-Sessanta.
Cominciò da giovanissimo a dedicarsi alla scultura a Firenze, alla scuola di Libero Andreotti. Fu poi assistente all'Istituto d'Arte di Monza del grande artista Arturo Martini. Nel 1929 espone al Circolo di Roma a Palazzo Doria con, fra gli altri, Bandinelli, Ceracchini, di Cocco, Mafai e Scipione. A Roma frequenta la scuola d'Arte della Medaglia con Giuseppe Romagnoli e la Scuola Libera del Nudo. In questi anni la sua opera grafica risente dell'influenza di Mario Mafai e Scipione; frequenta Capogrossi e Cavalli, che lo ritraggono spesso nei loro quadri.
Dal 1935 espone alla Quadriennale di Roma (Seconda Quadriennale d'Arte Nazionale, III Quadriennale d'Arte Nazionale, IV Quadriennale d'Arte Nazionale, Rassegna Nazionale di Arti figurative [V Quadriennale], VIII Quadriennale Nazionale d'Arte di Roma, IX Quadriennale Nazionale d'Arte di Roma). Lo interessano in special modo i ritratti, in cui si manifesta un'aspirazione alla purezza della forma plastica. Cominciò la sua carriera lavorando per l'E 42 e per il Padiglione Italiano dell'Esposizione Universale di New York del 1939. Durante la guerra fu sergente del Genio, entrò nella Resistenza e fu tra i difensori di Porta San Paolo il 10 settembre del 1943. Nel dopoguerra, insieme all’ amico Fabrizio Clerici è presente a Venezia per le decorazioni di Villa Cicogna.
Le prime opere di maggiore fantasia furono create per la storica Galleria L’Obelisco di Gaspero Del Corso e Irene Brin, lavori in ceramica di vari soggetti, obelischi e animali modellati con brio ed eleganza:
“È straordinario vedere come Spadini (che quale ceramista prende lo pseudonimo di Lo Spada) giuochi sul rapporto fra tecnica e tema e arditamente rinnovi la grande tradizione della ceramica settecentesca, specialmente quella delle manifatture francesi e austriache” (Lorenza Trucchi, 1989).
Le ceramiche dello Spadini, soprattutto fra gli anni Cinquanta-Settanta, per la loro originalità, conquistarono subito un pubblico esigente sia in Italia che in America. Il rapporto di Andrea Spadini con gli States fu dovuto ad un suo collezionista (con la passione per le scimmie), il conte Lanfranco Rasponi (1914-1983), “uomo di mondo”, come si diceva una volta, dai molteplici interessi, musica lirica, arte, scrittura, ampie relazioni sociali internazionali, titolare per un certo periodo della Sagittarius Gallery, a New York, dove nel 1956 si tenne la prima mostra di Spadini in America. Dal successo di questa esposizione, lo scultore presenterà le sue opere nel 1960 anche da Tiffany & Co. nella elegante Quinta Strada di New York, che furono molto apprezzate da divi di Hollywood, come Lauren Bacall, Henry Fonda, Douglas Fairbanks jr.; sempre a New York, vanno ricordate le sculture in bronzo di animali suonatori e danzanti del 1964-1965: scimmia, capretta, ippopotamo, elefante, pinguino che decorano e animano il grande Orologio Musicale commissionato dal facoltoso editore americano George Delacorte (1894-1991), sito all’ingresso dello Zoo di Central Park, a Manhattan.

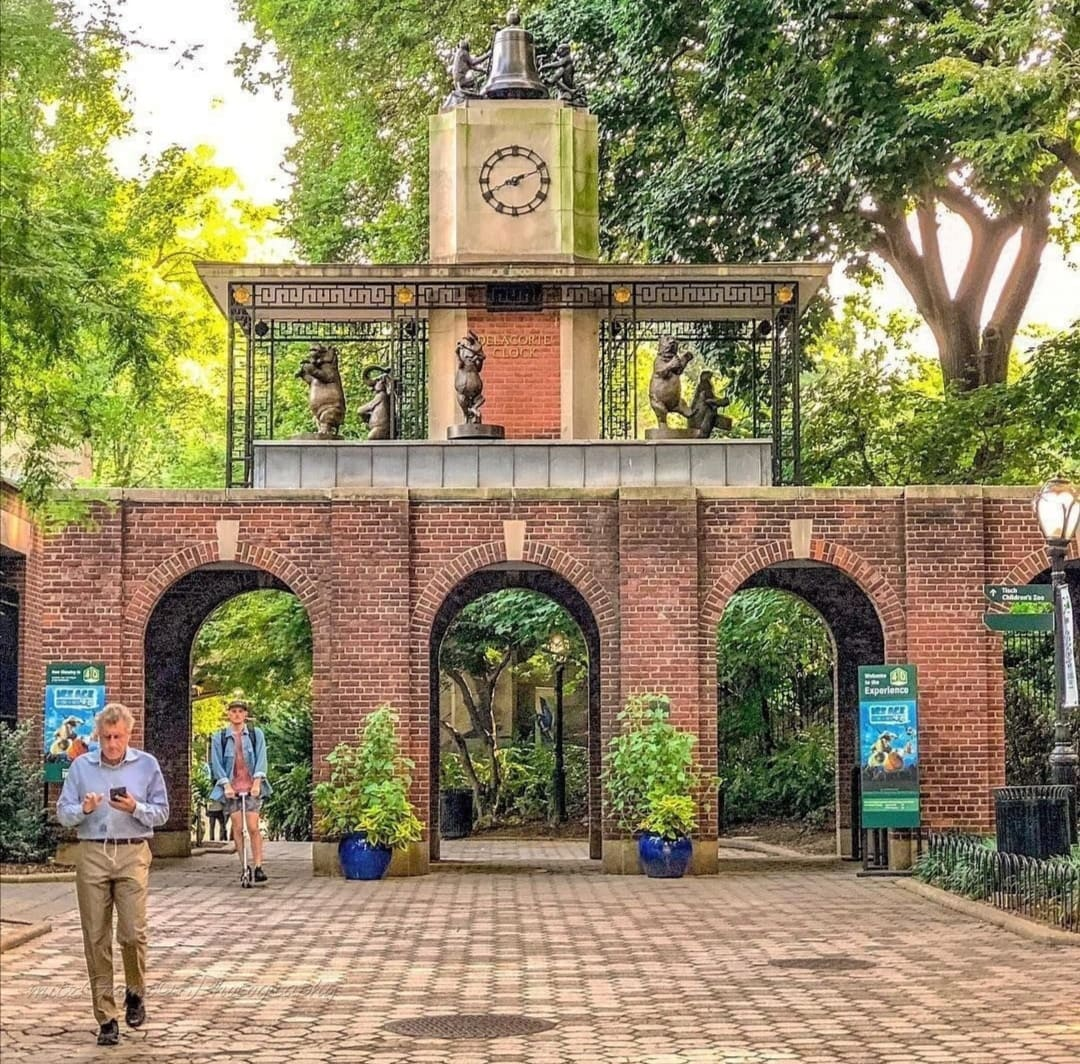
Orologio Musicale dello Zoo di Central Park (1964 - 1965)

Anche in Italia, l'artista Spadini venne apprezzato da celebri personaggi del cinema, della moda e della mondanità, tra cui Alberto Sordi, gli stilisti Alberto Fabiani e Simonetta Colonna di Cesarò, di cui modellò una originale, elegantissima ceramica invetriata, Leda e il Cigno, 1959, e quattro sculture in pietra rappresentanti il sarto, la moglie, il figlio e la figlia.
Le caratteristiche principali delle sue sculture sono la giocosità e il senso dell'umorismo che permeano il suo lavoro e la tecnica adoperata.
A partire dagli anni Cinquanta fino agli anni Settanta insegna al liceo artistico di via Ripetta e alla Scuola libera del nudo di Roma.
Andrea Spadini muore a Roma il 4 settembre 1983.

## Opere
- S. Giovannino (1935) esposto nella Seconda Quadriennale d'Arte Nazionale
- Ritratto di bambina (1935) esposto nella Seconda Quadriennale d'Arte Nazionale
- Angiola Cecchi (1939) esposto nella Terza Quadriennale d'Arte Nazionale
- Nudo di bambina (1939) esposto nella Terza Quadriennale d'Arte Nazionale
- Testa di bambino (1943) esposto nella Quarta Quadriennale d'Arte Nazionale
- Testa di bambino (1948) esposto nella Rassegna Nazionale di Arti figurative [V Quadriennale]

## Andrea Spadini nei musei
- Galleria Nazionale d'Arte Moderna e Contemporanea di Roma
- Civico Museo d'Arte Moderna e Contemporanea di Anticoli Corrado
- Galleria Comunale d'Arte Moderna e Contemporanea dell' ex Convento di S. Giuseppe a Capo le Case di Roma